# Kowel
Kowel is een bestuurslaag in het regentschap Pamekasan van de provincie Oost-Java, Indonesië. Kowel telt 6411 inwoners (volkstelling 2010).